# 阿尔穆特·舒尔特
阿尔穆特·舒尔特（德語：Almuth Schult，1991年2月9日—），德国職業女子足球运动员，司職守門員，現效力德國國家女子足球隊。她曾代表德国国家队参加2016年夏季奥林匹克运动会足球比赛，获得一枚金牌。

## 外部連結
- 阿爾穆特·舒爾特 （页面存档备份，存于）在德國足球協會的個人頁面（德語）
- 阿爾穆特·舒爾特 （页面存档备份，存于）在德國足球協會的數據統計（德語）
- 阿尔穆特·舒尔特 – FIFA國際賽競賽紀錄 (存檔)
- 阿尔穆特·舒尔特在Olympics.com的个人资料和比赛数据
- 阿尔穆特·舒尔特在德國奧林匹克體育同盟 （德語）
- 阿爾穆特·舒爾特在Sports Reference
- 阿爾穆特·舒爾特 （页面存档备份，存于）在堪薩斯城潮流